# 許維禎
许维祯，字周卿，元朝遂州（今河北徐水县西二十五里遂城）人。
至元十五年（1278年），担任淮安总管府判官。属县盐城和丁溪场，有两只老虎为害，许维祯默默在神祠祈祷，后来一虎离开，一虎死在祠前。境内大旱蝗灾，许维祯祈祷后下雨，蝗灾也平息。当年冬，没有下雪，父老对许维祯说：“冬无雪，百姓多疾，怎么办！”许维祯说：“我当为你祈祷。”已而雪深三尺。朝廷听说其事，想要任用他，他就去世了，时年四十四岁。其子许殷。